# Guillermo Agoult
Guillermo Agoult fue un gentilhombre y poeta provenzal. Fue primer gentilhombre de don Alfonso I conde de Barcelona y de Provenza. Murió en 1181, considerado por sus contemporáneos como un modelo de sabiduría y caballerosidad. y uno de los mejores cancioneros de su época. 
Se lamentaba de que en su tiempo no se amaba como se debía amar y escribió una poema sobre el tema con el título De la manera d`amar del temps passat.
- Datos: Q5888259

- El contenido de este artículo incorpora material del tomo 3 de la Enciclopedia Universal Ilustrada Europeo-Americana (Espasa), cuya publicación fue anterior a 1945, por lo que se encuentra en el dominio público.